# Sixte Vignon
Pour les articles homonymes, voir Vignon.
Sixte Vignon est un militaire français, né le 6 janvier 1912 à Dijon et mort pour la France le 7 juin 1944 à Goudon (Hautes-Pyrénées).

## Biographie
Sixte Vignon doit son prénom au fait d'être le sixième enfant de la famille du général de brigade Georges Marie Vignon (1874-1952) et de Mathilde de Fraguier (1879-1966).
Ayant fait le choix de la carrière militaire, il intègre l'École de Saint-Cyr de 1930 à 1932, dans la promotion Maréchal Joffre, et en ressort avec le grade de capitaine affecté au 1er régiment de hussards parachutistes. Il est démobilisé en 1942.
Il épouse Geneviève d'Estriche de Barace dont il a trois enfants. Il s'occupe de l'organisation des centres de jeunesse des Hautes-Pyrénées, occupation qui lui sert pour dissimuler son activité de chef dans la Résistance locale. En 1944, il quitte cette couverture pour se consacrer entièrement au commandement du maquis d'Aubaréde. 
Le 7 juin 1944 a lieu un accrochage avec les Allemands dans la ville de Goudon, Sixte Vignon sera parmi les premières victimes. Une stèle posée à l'entrée du village rappelle ce fait d'armes. Il est inhumé au cimetière de Goudon.
Il a été décoré de la croix de guerre 1939-1945 et nommé chevalier de la Légion d'honneur.[réf. nécessaire]

## Hommages
Son nom est donné à plusieurs établissements scolaires :
- lycée professionnel à Aureilhan (Hautes-Pyrénées)[6] ;
- lycée professionnel à Toulouse (Haute-Garonne).

## Sources
- Marcel Céroni, Organisation de resistance de l'armée: Le Corps Franc Pommiès, éd.	Éditions Du Grand-Rond, 1980, ASIN: B0014L04I2
- Pierre de Longuemar, Mémorial 1939-1945: l'engagement des membres de la noblesse et de leurs alliés, p. 249, éd. Ehret, 2001,  (ISBN 2913560040)
- Comité départemental de la Résistance des Hautes-Pyrénées, Résistance en Bigorre, p. 56, 259-288, Éd. M. Bénézech, 1984

## Sources externes
- Académie de Toulouse, ressources pédagogiques, Qui était Sixte Vignon ?